# Järnäsfjärden
Järnäsfjärden är en sjö i Nordmalings kommun i Ångermanland och ingår i Öreälven-Leduåns kustområde. Sjön har en area på 1,48 kvadratkilometer och ligger 1 meter över havet. Sjön avvattnas av vattendraget Nabbsundet.

## Delavrinningsområde
Järnäsfjärden ingår i det delavrinningsområde (704774-169127) som SMHI kallar för Utloppet av Järnäsfjärden. Medelhöjden är 6 meter över havet och ytan är 6,29 kvadratkilometer. Räknas de 5 avrinningsområdena uppströms in blir den ackumulerade arean 28,55 kvadratkilometer. Avrinningsområdets utflöde Nabbsundet mynnar i havet. Avrinningsområdet består mestadels av skog (49 procent), öppen mark (13 procent) och jordbruk (10 procent). Avrinningsområdet har 1,48 kvadratkilometer vattenytor vilket ger det en sjöprocent på 23,5 procent.